# Liste der Kulturdenkmale in Helmstorf
In der Liste der Kulturdenkmale in Helmstorf sind alle Kulturdenkmale der schleswig-holsteinischen Gemeinde Helmstorf (Kreis Plön) und ihrer Ortsteile aufgelistet (Stand: 10. März 2025).

## Legende
In den Spalten befinden sich folgende Informationen:
- Objekt-ID: die Nummer des Kulturdenkmales
- Lage: die Adresse des Kulturdenkmales und die geographischen Koordinaten. Kartenansicht, um Koordinaten zu setzen. In der Kartenansicht sind Kulturdenkmale ohne Koordinaten mit einem roten Marker dargestellt und können in der Karte gesetzt werden. Kulturdenkmale ohne Bild sind mit einem blauen Marker gekennzeichnet, Kulturdenkmale mit Bild mit einem grünen Marker.
- Offizielle Bezeichnung: Bezeichnung des Kulturdenkmales
- Beschreibung: die Beschreibung des Kulturdenkmales
- Bild: ein Bild des Kulturdenkmales

## Mehrheit von baulichen Anlagen
| Objekt-ID | Lage                                              | Offizielle Bezeichnung            | Beschreibung | Bild |
| --------- | ------------------------------------------------- | --------------------------------- | --- | ---- |
| 41496     | Rosenstraat 2, 4, 6 (54° 16′ 9″ N, 10° 34′ 42″ O) | Landarbeiterkaten Rosenstraat 2-6 | Landarbeiterkaten Rosenstraat 2-6; 1847; Reihe von drei baugleichen Landarbeiterkaten aus Fachwerk unter reetgedeckten Walmdächern, mit bauzeitlichen Stallgebäuden - Begründung: geschichtlich, städtebaulich, Kulturlandschaft prägend - Schutzumfang: Kate mit Stall (Rosenstraat 2), Kate mit Stall (Rosenstraat 4), Kate mit Stall (Rosenstraat 6) | BW   |

## Bauliche Anlagen
| Objekt-ID      | Lage                                              | Offizielle Bezeichnung | Beschreibung | Bild |
| -------------- | ------------------------------------------------- | ---------------------- | --- | ---- |
| 4839           | Altwetterade 1 (54° 16′ 2″ N, 10° 35′ 52″ O)      | Fachwerkkate           | Fachwerkkate; um 1800; eingeschossiger Fachwerkbau mit reetgedecktem Halbwalmdach, mit Stallgebäude und Lindenreihe - Begründung: geschichtlich, Kulturlandschaft prägend - Schutzumfang: Fachwerkkate, Stallgebäude, Lindenreihe - Denkmaltyp: Bauliche Anlage | BW   |
| 9344           | Biestersöhren 1 - 2 (54° 15′ 5″ N, 10° 35′ 18″ O) | Instenkate             | Instenkate; erste Hälfte 19. Jh.; eingeschossiger, traufständiger Fachwerkbau unter reetgedecktem Schopfwalmdach - Begründung: geschichtlich, Kulturlandschaft prägend - Schutzumfang: gesamtes Objekt - Denkmaltyp: Bauliche Anlage | BW   |
| 1137 Wikidata  | Gut Helmstorf (54° 17′ 16″ N, 10° 35′ 40″ O)      | Herrenhaus             | Alteintragung (Aktualisierung vorgesehen) - Begründung: Alteintragung (Aktualisierung vorgesehen) - Schutzumfang: Alteintragung (Aktualisierung vorgesehen) - Denkmaltyp: Bauliche Anlage | BW   |
| 1228 Wikidata  | Gut Helmstorf (54° 17′ 14″ N, 10° 35′ 44″ O)      | Scheune                | Alteintragung (Aktualisierung vorgesehen) - Begründung: Alteintragung (Aktualisierung vorgesehen) - Schutzumfang: Alteintragung (Aktualisierung vorgesehen) - Denkmaltyp: Bauliche Anlage | BW   |
| 4819 Wikidata  | Gut Helmstorf (54° 17′ 16″ N, 10° 35′ 42″ O)      | Kuhstall               | Alteintragung (Aktualisierung vorgesehen) - Begründung: Alteintragung (Aktualisierung vorgesehen) - Schutzumfang: Alteintragung (Aktualisierung vorgesehen) - Denkmaltyp: Bauliche Anlage | BW   |
| 4820 Wikidata  | Gut Helmstorf (54° 17′ 15″ N, 10° 35′ 48″ O)      | Reitstall              | Alteintragung (Aktualisierung vorgesehen) - Begründung: Alteintragung (Aktualisierung vorgesehen) - Schutzumfang: Alteintragung (Aktualisierung vorgesehen) - Denkmaltyp: Bauliche Anlage | BW   |
| 4821           | Gut Helmstorf (54° 17′ 15″ N, 10° 35′ 50″ O)      | Gärtnerhaus            | Wohnhaus; um 1880; eingeschossiger Backsteinbau mit Drempel, Satteldach und Mittelrisalit - Begründung: geschichtlich, Kulturlandschaft prägend - Schutzumfang: gesamtes Objekt - Denkmaltyp: Bauliche Anlage | BW   |
| 4823 Wikidata  | Gut Helmstorf (54° 17′ 17″ N, 10° 35′ 47″ O)      | Bürohaus               | Alteintragung (Aktualisierung vorgesehen) - Begründung: Alteintragung (Aktualisierung vorgesehen) - Schutzumfang: Alteintragung (Aktualisierung vorgesehen) - Denkmaltyp: Bauliche Anlage | BW   |
| 4822 Wikidata  | Gut Helmstorf (54° 17′ 18″ N, 10° 35′ 48″ O)      | Jägerhaus              | Alteintragung (Aktualisierung vorgesehen) - Begründung: Alteintragung (Aktualisierung vorgesehen) - Schutzumfang: Alteintragung (Aktualisierung vorgesehen) - Denkmaltyp: Bauliche Anlage | BW   |
| 953 Wikidata   | Gut Helmstorf (54° 17′ 18″ N, 10° 35′ 47″ O)      | ehem. Guts-Wassermühle | Alteintragung (Aktualisierung vorgesehen) - Begründung: Alteintragung (Aktualisierung vorgesehen) - Schutzumfang: Alteintragung (Aktualisierung vorgesehen) - Denkmaltyp: Bauliche Anlage | BW   |
| 4825 Wikidata  | Gut Helmstorf (54° 17′ 18″ N, 10° 35′ 48″ O)      | Speicher               | Alteintragung (Aktualisierung vorgesehen) - Begründung: Alteintragung (Aktualisierung vorgesehen) - Schutzumfang: Alteintragung (Aktualisierung vorgesehen) - Denkmaltyp: Bauliche Anlage | BW   |
| 4824 Wikidata  | Gut Helmstorf (54° 17′ 19″ N, 10° 35′ 48″ O)      | Fischerhaus            | Alteintragung (Aktualisierung vorgesehen) - Begründung: Alteintragung (Aktualisierung vorgesehen) - Schutzumfang: Alteintragung (Aktualisierung vorgesehen) - Denkmaltyp: Bauliche Anlage | BW   |
| 1138 Wikidata  | Gut Helmstorf (54° 17′ 13″ N, 10° 35′ 34″ O)      | Kutschstall            | Alteintragung (Aktualisierung vorgesehen) - Begründung: Alteintragung (Aktualisierung vorgesehen) - Schutzumfang: Alteintragung (Aktualisierung vorgesehen) - Denkmaltyp: Bauliche Anlage | BW   |
| 4837           | Kaiser 1 (54° 15′ 55″ N, 10° 36′ 9″ O)            | sog. Langereihekate    | sog. Langereihekate; 1853; eingeschossiger traufständiger Fachwerkbau unter reetgedecktem Walmdach - Begründung: geschichtlich, Kulturlandschaft prägend - Schutzumfang: gesamtes Objekt - Denkmaltyp: Bauliche Anlage | BW   |
| 4834 Wikidata  | Karkdoorstraat 2 (54° 16′ 5″ N, 10° 34′ 41″ O)    | Ehemalige Dorfschule   | Alteintragung (Aktualisierung vorgesehen) - Begründung: Alteintragung (Aktualisierung vorgesehen) - Schutzumfang: Alteintragung (Aktualisierung vorgesehen) - Denkmaltyp: Bauliche Anlage | BW   |
| 13460 Wikidata | Karkdoorstraat 2 (54° 16′ 5″ N, 10° 34′ 42″ O)    | Stallscheune           | Alteintragung (Aktualisierung vorgesehen) - Begründung: Alteintragung (Aktualisierung vorgesehen) - Schutzumfang: Alteintragung (Aktualisierung vorgesehen) - Denkmaltyp: Bauliche Anlage | BW   |
| 13461 Wikidata | Karkdoorstraat 2 (54° 16′ 5″ N, 10° 34′ 43″ O)    | Böschungsmauer         | Alteintragung (Aktualisierung vorgesehen) - Begründung: Alteintragung (Aktualisierung vorgesehen) - Schutzumfang: Alteintragung (Aktualisierung vorgesehen) - Denkmaltyp: Bauliche Anlage | BW   |
| 4832           | Karkdoorstraat 11 (54° 16′ 8″ N, 10° 34′ 41″ O)   | Fachwerkkate           | Fachwerkkate; Anfang 19. Jh.; eingeschossiger Fachwerkbau mit verputzter Ausfachung unter reetgedecktem Schopfwalmdach - Begründung: geschichtlich, Kulturlandschaft prägend - Schutzumfang: gesamtes Objekt - Denkmaltyp: Bauliche Anlage | BW   |
| 4826           | Rosenstraat 2 (54° 16′ 9″ N, 10° 34′ 43″ O)       | Kate                   | Kate; 1847; eingeschossiger, giebelständiger Fachwerkbau unter reetgedecktem Walmdach, mit bauzeitlichem Stallgebäude - Begründung: geschichtlich, städtebaulich, Kulturlandschaft prägend - Schutzumfang: Kate, Stall - Denkmaltyp: Bauliche Anlage, Mehrheit von baulichen Anlagen: Landarbeiterkaten Rosenstraat 2-6                                                      | BW   |
| 4828           | Rosenstraat 4 (54° 16′ 9″ N, 10° 34′ 42″ O)       | Kate                   | Kate; 1847; eingeschossiger, traufständiger Fachwerkbau unter reetgedecktem Walmdach, mit bauzeitlichem Stallgebäude - Begründung: geschichtlich, städtebaulich, Kulturlandschaft prägend - Schutzumfang: Kate, Stall - Denkmaltyp: Bauliche Anlage, Mehrheit von baulichen Anlagen: Landarbeiterkaten Rosenstraat 2-6                                                       | BW   |
| 4830           | Rosenstraat 6 (54° 16′ 10″ N, 10° 34′ 40″ O)      | Kate                   | Kate; 1847; eingeschossiger, traufständiger Fachwerkbau unter reetgedecktem Walmdach, mit bauzeitlichem Stallgebäude - Begründung: geschichtlich, städtebaulich, Kulturlandschaft prägend - Schutzumfang: Kate, Stall - Denkmaltyp: Bauliche Anlage, Mehrheit von baulichen Anlagen: Landarbeiterkaten Rosenstraat 2-6                                                       | BW   |
| 2411 Wikidata  | (54° 16′ 15″ N, 10° 36′ 5″ O)                     | Alte Schmiede          | Die Wetteraderschmiede von 1852 wurde von der Familie von Buchwald (Gut Helmstorf) errichtet als massiver Backsteinbau mit Kehlbalkendach und vermutlich mit einer Reeteindeckung. Alteintragung (Aktualisierung vorgesehen) - Begründung: Alteintragung (Aktualisierung vorgesehen) - Schutzumfang: Alteintragung (Aktualisierung vorgesehen) - Denkmaltyp: Bauliche Anlage | BW   |

## Gründenkmale
| Objekt-ID     | Lage                                         | Offizielle Bezeichnung | Beschreibung | Bild |
| ------------- | -------------------------------------------- | ---------------------- | --- | ---- |
| 5568 Wikidata | Gut Helmstorf (54° 17′ 18″ N, 10° 35′ 36″ O) | Park                   | Alteintragung (Aktualisierung vorgesehen) - Begründung: geschichtlich, wissenschaftlich, künstlerisch, Kulturlandschaft prägend - Schutzumfang: gesamtes Objekt - Denkmaltyp: Gründenkmal | BW   |

## Quelle
- Liste der Kulturdenkmale in Schleswig-Holstein – Kreis Plön (PDF)